# Collevecchio
Collevecchio es una localidad italiana de la provincia de Rieti, región de Lacio, con 1.624 habitantes.

## Evolución demográfica
| Gráfica de evolución demográfica de Collevecchio entre 1861 y 2001 |
|                                                                    |
| Fuente ISTAT - elaboración gráfica de Wikipedia                    |